# Guy Cabanel
Ne pas confondre avec Guy-Pierre Cabanel, homme politique français.
Guy Cabanel, né à Béziers le 31 mars 1926, est un poète français surréaliste.

## Biographie et œuvre
Guy Cabanel vit dans les Pyrénées et à Toulouse. Il fut un ami très proche de Robert Lagarde qui l'a largement illustré. Avec son premier ouvrage À l'Animal noir, diffusé hors commerce, il fut accueilli par le groupe surréaliste le 10 août 1958 par la voix même d'André Breton en ces termes : « Ce langage, le vôtre, est celui pour lequel je garde à jamais le cœur de mon oreille. C'est celui dont j'ai attendu qu'il ouvre de nouvelles communications, vraiment sans prix et comme par voie d'étincelles, entre les êtres. ».
En 1960, il signe le Manifeste des 121, déclaration sur le « droit à l'insoumission » dans le contexte de la guerre d'Algérie.
À la réception de Maliduse paru en 1961, Breton écrira, s'adressant à Joyce Mansour : « La poésie surréaliste, c'est vous, Jean-Pierre Duprey et Guy Cabanel ». Il est en effet un des rares à incarner ce haut lyrisme de la matérialité verbale, mais comme le précise Patrice Beray, il opère « un affranchissement du procédé de l'image surréaliste [...] au bénéfice d'un “tout-image” magnifié par le chant. »
Dans le premier numéro de la dernière revue surréaliste, L'Archibras, Jean Schuster écrivait en 1967 : « Guy Cabanel détient à mes yeux les clés du langage absolument moderne. Je ne doute pas qu'il ait trouvé quelques-uns des secrets qui introduisent à l'alchimie du verbe. »
Il a été publié dans de nombreuses revues dont Le Surréalisme même no 5, L'Archibras no 2 & 3, La Brèche no 2, Bief, Medium no 2, Edda no 4, La Tortue-Lièvre, Infosurr. Ses recueils ont été illustrés, entre-autres, par Jean Benoît, Jorge Camacho, Adrien Dax, Robert Lagarde, Jacques Lacomblez, Mimi Parent, Jean-Claude Silbermann, Jean Terrosian, Toyen et Lucques Trigaut.
Pour la réédition de son premier livre, À l'Animal noir, par Patrice Thierry en 1992, Patrice Beray écrit ceci : « Un événement, une anomalie au sens premier du terme, un dérangement, c'est ainsi, fort justement souligné par Alain Le Saux, que peut apparaître le poète Guy Cabanel aux lecteurs de cette fin de siècle. L'étrange tient à ce point à l'œuvre qu'il faille remonter le temps, son temps, pour en saisir la genèse et de cette ornière étoilée ténébreuse, pressentir le tout-ouvert incantatoire, sentir les griffes, bien réelles. Accordé de longue main au mouvement libératoire, Robert Lagarde en hisse et tisse les racines mystérieuses. À l'Animal noir ne s'adressa en 1958 qu'à des dédicataires majeurs, parmi lesquels André Breton dont l'accueil [...] est aujourd'hui pleinement éclairant. » À la fin de cet ouvrage, dans un texte intitulé « Tunnel », Guy Cabanel reprend la célèbre phrase de Breton, « Les mots font l'amour », et précise qu'il s'agit d'accomplir un geste qui « exalte le langage, c'est-à-dire le pousse jusqu'aux extrêmes de sa signification, le sursignifie et le surréalise, en actionnant le pouvoir créateur de ses composantes physiques. Cette intervention de l'homme dans la vie des mots se conçoit comme un acte d'amour absolu qui se réalise par le viol et se consomme par la sodomisation » ; et il conclut : « L'amour fond les mots. »

## Recueils
- À l'Animal noir, illustré par Robert Lagarde, édité à compte d'auteur en 1958 ; rééd. Toulouse, L'Éther Vague Patrice Thierry éditeur, 1992
- Maliduse, illustrations de Robert Lagarde, Mimi Parent et Adrien Dax, chez l'auteur, 1961 ; rééd. Paris, Les loups sont fâchés, illustrations de Robert Lagarde, 2009  (ISBN 978-2-9534123-0-7)
- Guy Cabanel exalte ses animaux noirs. S.l., l’Auteur, 1967. Tirage unique à 75 exemplaires et quelques hors commerce
- Odeurs d'amour, Paris, Losfeld, 1969
- Les Fêtes sévères, illustrations de Robert Lagarde, Fata Morgana, 1970 ; rééd. Brest, Éditions Les Hauts-Fonds, 2009  (ISBN 978-2-9532332-2-3)
- Les Boucles du temps, Privat, 1974
- Illusions d'illusion, dessins de Robert Lagarde, Fata Morgana, 1983
- Au fil du temps, dessins de Gérard Lalau, Ubacs, 1992
- Silhouettes de hasard, dessins de Gilles Dunant, Myrddin, 1995
- Croisant le verbe, illustré par Jorge Camacho, Toulouse, L'Éther Vague, 1995
- Instants de l'immobile errance, photos de Michel Peschot, Fata Morgana, 1996
- Quinquets, dessins de Jean Terrossian, Paris, L'Écart Absolu, 1997
- L'essence poétique, dessins de Mimi Parent, Paris, L'Écart Absolu, 2000
- Douze constellations pour André Breton : dessins de Jacques Lacomblez où gravitent Les étoiles renversées de Guy Cabanel, Bruxelles, Quadri, 2006
- Le Verbe flottant, illustré par Jacques Zimmermann, Bruxelles, Quadri, coll. « L'échelle de verre », 2007
- Soleil d'ombre, sur des photographies de Jorge Camacho, Bruxelles, Quadri, 2009
- Dans la roue du paon, dessins de Jacques Lacomblez, présentation de Patrice Beray, Brest, Éditions Les Hauts-Fonds, 2009  (ISBN 978-2-9532332-3-0)
- Hommage à l'Amiral Leblanc, suivi de ses Pensées et proclamations, présenté par Alain Joubert, Paris, Ab irato, 2009  (ISBN 2-911917-56-1)

A participé à l'enquête de Héribert Becker in : Je ne mange pas de ce pain-là de Benjamim Péret, Paris, Syllepse, 2010
- L'Ivresse des tombes, ill. photos de Barthélémy Schwartz, Paris, Ab Irato, 2011  (ISBN 2-911917-57-X)
- Chants d'autres mémoires, d'après des dessins de Lucques Trigaut, ill. en coul, Rennes, Éditions des Deux Corps, 2012  (ISBN 978-2-919534-11-1)
- Le Revenant, d'après des encres inédites de Michèle Grosjean, Bruxelles, Éditions Quadri, 2012
- Les Cités Légendaires, ill. de Jacques Desbiens, Montréal (Québec), Éd. Sonámbula, 2012  (ISBN 978-2-9811480-7-0)
- Cent Haïkus, les dédicaces de Maliduse, Toulouse, Collection de l'Umbo, 2012
- Les Esquilles "Mais lesquelles ?", d'après des dessins de Georges-Henri Morin, Toulouse, Collection de l'Umbo, 2013
- Les chemins qui zigzaguent, Montréal (Québec), Éd. Sonámbula, 2013  (ISBN 978-2-9811480-9-4)
- Journal intime, ill. de Jean Terrossian, Paris, Ab irato, 2015
- Au bon plaisir de la Géante, avec Jacques Abeille et Alain Joubert, photographies de Jean-Christophe Guédon, encres de couverture réalisées par Pauline A. Berneron, tirages sérigraphiques de Loïc Verdillon, Grenoble, Éd. Litan, 2015 (50 ex. numérotés)
- Les rendez-vous métaphysiques, ill. photos de Olivier Tomasini, Grenoble, Éd. Litan, 2016   (ISBN 978-2-9549684-5-2)
- D'ombres roulées, ill. photos de Malika Mohadem, Grenoble, Éd. Litan, 2016
- Au féminin, ill, Montréal, Éd. Sónambula, 2016
- Les Sites du Serpent, ill. de Robert Lagarde, Mimi Parent, Lucques Trigaut, Montréal, Éd. Sónambula, 2017
- Les charmes du chaos, poèmes écrits sur des œuvres picturales de Mireille Cangardel ici reproduites en coul., Paris, Éd. Ab irato, 2019

## Pour approfondir